# Tridens carolinianus
Tridens carolinianus är en gräsart som först beskrevs av Ernst Gottlieb von Steudel, och fick sitt nu gällande namn av Johannes Jan Theodoor Henrard. Tridens carolinianus ingår i släktet Tridens och familjen gräs. Inga underarter finns listade i Catalogue of Life.